# آیا تراکاوا
آیا تراکاوا (به انگلیسی: Aya Terakawa) (زادهٔ ۱۲ نوامبر ۱۹۸۴) شناگر اهل ژاپن است.